# Coli (Italie)
Pour les articles homonymes, voir Coli.
Coli est une commune de la province de Plaisance dans la région Émilie-Romagne en Italie.

## Administration
| Période                                  | Période  | Identité        | Étiquette | Qualité |
| ---------------------------------------- | -------- | --------------- | --------- | ------- |
| 14 juin 2004                             | En cours | Severino Armani |           |         |
| Les données manquantes sont à compléter. |          |                 |           |         |

### Hameaux
Aglio

### Communes limitrophes
Bettola, Bobbio, Corte Brugnatella, Farini, Ferriere, Travo